# Успение Богородично (Калапот)
 Тази статия е за възрожденската църква в Калапот.  За манастира в Солун вижте Успение Богородично (Панорама).  
„Успение Богородично“ (на гръцки: Κοίμηση της Θεοτόκου Πανοράματος) е българска възрожденска православна църква в село Калапот (Панорама), Гърция, част от Зъхненската и Неврокопска епархия.
Църквата е разположена в северния край на селото и е запазена в много добро състояние. На западната страна има трем, а на етажа над него има женска църква. В миналото е съществувал покрит трем и от двете страни на храма. Отвън църквата е украсена с релефни плочи. На една от тях пише:
| „ | 1841 MACTPO ΛΑΤИΝЪ БΟΓΔΑΝЪ. | “ |

На четириъгълната камбанария, разположена в северозападния ъгъл на комплекса, е издълбан надпис 1864.
В 1891 година според Георги Стрезов в църквата се чете смесено - на български и на гръцки.